# Robert de Melun (mort en 1585)
Pour les articles homonymes, voir Robert de Melun et Melun (homonymie).
Robert de Melun, né vers 1550 sans doute à Antoing et mort le 4 avril 1585 durant le siège d'Anvers, vicomte de Gand, seigneur puis marquis de Roubaix, est un noble des Pays-Bas de l'époque des Habsbourg, officier durant l'insurrection des Pays-Bas contre Philippe II. 
Gouverneur de l'Artois, il est un des chefs les plus ardents des « Malcontents », tout comme son frère Pierre de Melun. 

## Biographie

### Origines familiales et titres
Robert est le second fils de Hugues II de Melun (vers 1500-1553), prince d'Épinoy.
Sa mère est Yolande de Werchin ou de Barbançon (1520-1593), dame de Roubaix, fille de Pierre de Barbançon (vers 1500-1557), baron de Werchin, grand sénéchal de Hainaut, fait chevalier de la Toison d'or en 1546.
En 1566, il signe le Compromis des nobles par lequel de nombreux nobles catholiques ou réformés, rejoints par des bourgeois, demandent une forme de tolérance religieuse et la suppression de l'Inquisition.
Devant, selon le contrat de mariage de ses parents, recevoir en héritage les propriétés de sa mère, il se fait d'abord appeler « seigneur de Roubaix », puis après son mariage avec la veuve de Maximilien de Melun, « vicomte de Gand », titre utilisé jusqu'en 1579 dans les chroniques et mémoires du temps. Ensuite, il est appelé « marquis de Roubaix ».

### Sous le gouvernorat du duc d'Albe (1567-1573)
À l'exemple de la plupart des jeunes nobles, Robert choisit la carrière des armes. 
Il entre dans l'armée de Philippe II, souverain des Pays-Bas et roi d'Espagne, alors confronté à l'insurrection dirigée depuis 1568 par Guillaume d'Orange-Nassau.

### Sous le gouvernorat de Luis de Requesens (1573-1576)
Au mois de mai 1574, Philippe II le nomme chef d'une compagnie d'ordonnance.
Mais Requesens, gouverneur des Pays-Bas après le rappel du duc d'Albe, ajourne la nomination de l'intéressé, qui le 28 mai, a tué en duel Philippe de Mansfeld, second fils du comte Pierre-Ernest. Au cours de ce duel survenu dans l'hôtel du prince d'Orange à Bruxelles à la suite d'une altercation, Melun porte à son adversaire un coup d'estoc, dont il meurt sur-le-champ, « sine cruce sine luce », selon l'expression de Morillon[Qui ?].
Melun se réfugie au château de Vallers[réf. nécessaire], où il est protégé par vingt arquebusiers à cheval, prêts à le défendre en cas d'attaque de la famille Mansfeld. Pendant ce temps, des négociations sont menées par Mathieu Moulart, abbé de Saint-Ghislain, afin que le père de la victime ne lance pas de poursuites contre le coupable.

### La période intermédiaire (mars-novembre 1576)
Après la mort de Requesens en mars 1576, les Pays-Bas sont laissés sans gouverneur général pendant quelques mois, c'est alors le Conseil d'État et les États généraux, en conflit larvé, qui gouvernent dans des conditions difficiles.
En octobre 1576, il est nommé gouverneur de l'Artois par les États généraux.
Au début de novembre (4-7), a lieu le sac d'Anvers. Il en résulte le pacte de la pacification de Gand du 8 novembre. Robert de Melun souscrit à ce pacte et entre dans l'armée des États. Il est nommé commandant du camp de Malines.
C'est à ce moment que Don Juan d'Autriche, nommé gouverneur général en juin, arrive aux Pays-Bas, à Luxembourg. Les États généraux lui envoient une délégation avec le vicomte de Gand, les seigneurs de Rassenghem et de Villerval, pour lui rendre les honneurs qui lui sont dus et surtout pour pénétrer ses sentiments. Don Juan les reçoit courtoisement, mais les pourparlers n'aboutissent à rien, et, dans un premier temps, don Juan, qui n'a pas d'escorte militaire, reste bloqué à Namur où des négociations doivent se poursuivre.

### Sous le gouvernorat de don Juan d'Autriche (novembre1576-1578)
Le 9 janvier 1577, les États adoptent l'Union de Bruxelles, mise au point par les comtes de Boussu (de) et de Lalaing, le marquis d'Havré, le sénéchal de Hainaut, le vicomte de Gand, les seigneurs de Champagny et de Hèze, et ordonnèrent la levée d'un corps d'armée sous le commandement du comte de Lalaing, du vicomte de Gand et du seigneur de La Motte.
Melun est nommé général de la cavalerie des États le 11 septembre 1577. Venu à [Arras], en qualité de gouverneur de l'Artois, il reçoit un mauvais accueil du peuple de cette ville, et est obligé de se retirer sans avoir rien obtenu.
Don Juan, à qui les États ne laissaient qu'un vain titre dépourvu d'autorité, dissimulant son dépit, s'efforça de s'attacher les principaux seigneurs flamands. Le vicomte de Gand, le même qui obtint depuis le titre de marquis de Roubaix, et qui rendit fidèlement au roi des services si essentiels dans les emplois les plus importants, s'était concilié l'estime générale. Le gouverneur lui témoignait une confiance particulière et, pour lui en donner des preuves, il l'envoya en Angleterre notifier à la reine Élisabeth Ire son entrée dans le gouvernement et lui porter les assurances ordinaires d'amitié et de bon voisinage.
Les États, songeant aux moyens de payer les troupes allemandes afin d'en délivrer le pays, saisirent l'occasion de l'ambassade du vicomte de Gand pour le charger de négocier auprès de la reine d'Angleterre l'emprunt des sommes qui leur manquaient ; mais, soit que don Juan ne trouvât pas convenable qu'on engageât ainsi tous les revenus du pays à Élisabeth, à laquelle on devait déjà des sommes considérables, soit que dans ces circonstances difficiles il ne crût pas sans danger pour lui de laisser éloigner les seules troupes qui lui restaient, il défendit au vicomte de faire ou d'appuyer aucune proposition relative à ce projet d'emprunt. De là, les plaintes les plus vives et les imputations les plus outrageantes de la part des États ; delà, les marques les plus évidentes d'aversion de la part du peuple. On ne tarda pas à apprendre qu'il se tramait une conjuration contre lui. Le vicomte, avant son départ, accourut de Gand en toute diligence pour l'avertir du péril qui le menaçait et l'engager à veiller à sa sûreté.
Lorsque Berg-op-Zoom, Bois-le-Duc, Bréda, tombèrent au pouvoir des troupes de don Juan, qui reprenait l'offensive, l'étonnement des États fut inexprimable : effrayés, ils ordonnèrent la prompte démolition des citadelles de Gand et d'Anvers, réunirent à Wavre une armée dont la cavalerie fut confiée au vicomte de Gand,, et appelèrent à Bruxelles le prince d'Orange qu'ils proclamèrent « Rewart de Brabant », avec les pouvoirs les plus étendus. Mais ils regrettèrent presque aussitôt d'avoir ainsi livré à l'influence du parti de la réforme les provinces catholiques des Pays-Bas, et offrirent le gouvernement à l'archiduc Mathias, frère de l'empereur germanique Rodolphe II.
Don Juan, à qui le prince de Parme, fils de Marguerite, l'ancienne gouvernante des Pays-Bas, vient d'amener un renfort d'Italie, se disposa à combattre les États généraux. Ceux-ci avaient levé des troupes confiées au commandement général d'Antoine de Goignies, vieux capitaine qui avait fait son apprentissage sous Charles Quint. Les deux armées se rencontrèrent à Gembloux, petite ville située à quelques lieues de Namur. Bien qu'inférieur en nombre, don Juan n'hésita point à livrer bataille. Ce qui le portait à ne pas différer davantage, dit Strada, c'est qu'il était assuré par ses espions que le comte Philippe II de Lalaing, qui conduisait l'infanterie des ennemis, Robert de Melun, vicomte de Gand, qui conduisait la cavalerie, et Valentin de Pardieu, grand-maître de l'artillerie, étaient absents de l'armée, et qu'ils étaient à Bruxelles, sous prétexte d'assister à des noces, mais en réalité, comme le bruit en courait alors, parce qu'ils commençaient à se dégoûter des desseins du prince d'Orange. L'armée des États fut taillée en pièces.
Au milieu des divisions et en présence des armées de François de France, duc d'Alençon, du prince Casimir et des États, don Juan, isolé, trop faible pour pouvoir profiter de ses avantages, cherche toujours à gagner les personnages les plus influents : apprenant que le vicomte de Gand s'est retiré en son château de Beuvrages, près de Valenciennes, il lui envoie le sieur de Maulde, porteur de lettres du roi d'Espagne, pour lui marquer son étonnement de ce qu'il ne l'a pas suivi à Namur. Le seigneur de Roubaix s'excusa sur les dangers auxquels il exposerait, sans utilité, sa personne et ses biens. Seul, dénué de tons moyens, pourrait-il être d'aucun secours ? En s'éloignant du Hainaut, ne diminuerait-il pas, au contraire, le nombre de ceux qui pouvaient servir la cause du roi dans le pays ? Il promit de donner bientôt tant de preuves de son zèle et de son dévouement, que le roi aurait tout lieu de croire à sa fidélité.
Le sieur de Maulde était aussi chargé d'un message pour Pierre de Melun, prince d'Épinoy, gouverneur de Tournai, frère aîné de Robert de Melun ; mais celui-ci prit parti pour les États généraux et en reçut la commission de chef et gouverneur général de leurs gens d'armes. Il resta inébranlable dans ce parti, malgré les pressantes sollicitations de sa mère, Yolente de Werchin, et malgré les brillantes promesses qui lui furent faites.

### Sous le gouvernorat d'Alexandre Farnèse (1578-1592)

#### Jusqu'au siège d'Anvers
Don Juan meurt le 1er octobre 1578, laissant les affaires du roi d'Espagne en quelque sorte ruinées. Alexandre Farnèse (1545-1592), duc de Parme, arrivé depuis quelques mois au milieu de l'armée espagnole, en prit aussitôt le commandement. Son premier soin fut d'attirer à son parti Robert de Melun, que les États généraux venaient de nommer gouverneur de l'Artois, à l'instigation du prince d'Orange. Outre que le vicomte était riche et de haute naissance, il s'était acquis une grande réputation militaire, et son influence pouvait être d'un grand secours pour attirer les provinces wallonnes ; mais il était ami des honneurs, et malgré la promesse qu'il avait faite à don Juan, il s'était laissé prendre aux séductions des États et de leur conseiller.
Le nouveau gouverneur de l'Artois était arrivé dans cette province avec Charles-Philippe de Croÿ, marquis d'Havré et force gens de guerre, en avait chassé le sieur de Capres et changé toutes choses. Alexandre de Parme lui opposa Mathieu Moulart, évêque d'Arras (1575-1600), homme fidèle et recommandable également par sa piété et par son éloquence, et à qui il suffit de quelques entretiens pour ébranler le vicomte qui, pourtant, ne se laissait pas facilement pénétrer.
À la fin de l'année (1578) Robert ménageait encore le parti duquel il tenait son gouvernement, mais il était bien près d'entrer dans la voie qu'il indiquait lui-même aux États, par sa lettre du 31 décembre :

« Messieurs les députez des Etatz généraulx ; suivant la lettre qu'il vous a pieu m'escripre par Mgr de Meetkercke, conseiller d'Estat, pour le seconder vers les Estats d'Artois affin qu'iceulx ne voulsissent rien innover ni conclure tant sur la proposition du prince de Parme qu'aultrement sans préalablement en communiquer à Son Altesse, ce qui s'est faict si à propos que je m'asseure en recepvrez grand contentement des susdits Estats d'Artois, selon que vous en fera le récit ledit Sgr de Meetkercke, auquel je me réfère. Au reste, messieurs, les Estats et moy vous supplions humblement qu'au plustost que faire se pourra, vous plaise adviser de faire traicter une bonne réconciliation et paix générale avecq Sa Majesté, la quelle lesdits Estats (comme font les provinces voisines) et moy désirons tant qu'il n'est possible de plus affin de pouvoir doresenavant deservir et obéir sadite majesté de nostre accoustume en ses vertueulx desirs, et aussy de nous tirer une fois hors de ceste guerre qui si misérablement ruyne à tout entièrement, sans laquelle certes, Messieurs, je craindroy qu'avec le temps le peuple ne la face de soy-mesme, pour à quoy obvier vous supplie de rechief de tenir en tout la bonne main, et sur ceste ferme assurance que j'en ay, je me recommande bien affectueusement à vos bonnes graces, priant Dieu vous donner, Messieurs, bonnes, longues et heureuses vies. »

— D'Arras le dernier de décembre 1578.
Votre bien affectionné à vous faire service, R. De Meleun.
Pour achever de le gagner, Alexandre écrivit au vicomte une lettre par laquelle il l'exhortait en ami à défendre le parti de son prince et lui offrait de le confirmer, au nom du roi, dans son gouvernement de l'Artois auquel, par conciliation, le sieur de Capres renonçait volontairement. Il en agit de même auprès d'Emmanuel de Lalaing, baron de Montigny, chef des Wallons malcontents. Il réussit à ce point que, gagnés l'un et l'autre, ils envoyèrent bientôt l'assurer qu'ils étaient prêts à joindre leurs armes aux siennes et à mourir pour la religion et pour le roi.
Les États généraux, alarmés, eurent beau conjurer les Wallons de ne point entrer en conférence avec le prince de Parme, ils en reçurent pour réponse des plaintes sur la violation de la pacification de Gand, et une invitation de se joindre à eux pour se réconcilier avec le roi. Le vicomte de Gand et le sieur de Capres signèrent à Béthune, le 3 février, une protestation que le baron de Montigny promit d'agréer à leur réquisition.

« Nous protestons de persister en la pacification de Gand et union générale, sans aultrement les vouloir enfraindre, auquel effect si le roi veult entièrement réaggréer et nous maintenir es susdite pacification et union, ensemble édict perpétuel, nous offrant à ces fins une bonne paix avecq asseurance souffisante et en préalable la prompte sortie des Espaignols, Italiens, Bourguignons, Albanois hors de tous les Pays-Bas, et tous aultres gens de guerre non aggréables aux provinces qui entreront en ce traicté, promettons et jurons sur notre foy et honneur suyvant que sommes obligés par ce que dessus, de servir Sa Majesté fidèlement contre tous et envers tous. »

— Faict à Béthunes ce III febvrier 1579.
Robert De Melun.
Odart De Bournonville.
Une médaille frappée à l'occasion de la protestation du château de Béthune, représente Montigny prenant par la main le sieur de Capres et le vicomte de Gand, et les animant à se liguer contre le prince d'Orange par ces paroles : « Junge Iruces vestras. » (en français : « Joignez vos mains redoutables. »)
Le revers offre aux yeux un oranger fort et vigoureux, symbole du prince d'Orange. Le feuillage de cet arbre sert d'asile à un oiseau qui représente le pays livré à la direction du prince et se réjouissant à l'ombre de sa grandeur. Les quatre vents qui attaquent cet arbre de toutes parts désignent la force que les villes wallonnes et les Malcontents étaient résolus d'employer pour renverser le prince d'Orange !
« Vel contra fortior em ito. » (en français : « Marchez même contre un plus fort. »)
En confirmant le vicomte dans son gouvernement de l'Artois, le duc de Parme lui remit les lettres du souverain qui érigeaient en marquisat sa seigneurie de Roubaix (1er mars 1579), chose qu'il savait lui être particulièrement agréable, et qui acheva de l'attacher à la cause du roi. Un jeton, dont le musée de Roubaix conserve deux exemplaires, fut destiné à constater cette distinction.
Par ses lettres écrites, le 8 mars, au marquis de Roubaix, le roi lui donnant l'assurance que les troupes étrangères quitteraient le pays en dedans six semaines, rien n'arrêtait plus la réconciliation des provinces wallonnes; l'Artois, le Hainaut, Lille, Douai et Orchies, conviennent avec le duc, « à l'intervention et grands debvoirs dudit marquis de Roubaix, » par un traité conclu à Mont-Saint-Éloi, près d'Arras, le 6 avril 1579, et signé le 17 mai suivant, de maintenir le culte de la religion catholique romaine et de rester sous l'obéissance du roi, à la condition qu'on renverrait les régiments espagnols. Cette condition acceptée et les milices étrangères congédiées, le duc de Parme prend possession des provinces wallonnes, puis, rassuré de ce côté et voulant faire la guerre aux États généraux comme fauteurs de la rébellion des provinces du Nord, commandées par le prince d'Orange, il lève de nouvelles troupes et donné la charge de général de sa cavalerie au nouveau marquis de Roubaix, capitaine prompt et ardent, qui ne tarda pas à justifier l'opinion qu'on avait conçue de ses bons services.
Profitant du trouble causé par le renvoi des gens de guerre étrangers, les insurgés avaient repris Courtrai et pillé Menin ; La Noue s'était emparé de Ninove et avait fait prisonnier le comte d'Egmont. Au mois de mai 1580, il tenait assiégé le château d' (nl) Ingelmunster, et il avait quitté son camp avec quelques troupes pour surprendre Lille où il avait des intelligences, et dont la possession pouvait accélérer le triomphe du parti des États. Il n'était pas encore en vue de cette place que le marquis de Roubaix, informé de ce qui se tramait, sortit immédiatement de Roubaix, à la tête d'une grande partie de ses troupes et courut à sa rencontre. La Noue, atteint et battu au village de Pecq, par le marquis, se vit réduit à retourner sur ses pas.
Quelques jours après, le marquis, sachant qu'un convoi de vivres était dirigé d'Audenarde sur Tournai, se met en embuscade avec quelques troupes d'élite. Après une longue et vaine attente, il allait se retirer quand La Noue, averti de l'expédition, arrive à l'improviste, avec 1 200 hommes et 100 chevaux, et attaque le marquis, qui était loin de s'attendre à une telle visite. Remis de leur surprise, lui et les siens font des prodiges de valeur, se jettent sur la cavalerie qu'ils mettent en déroute. L'infanterie, qui s'oppose d'abord aux fuyards, est bientôt forcée de fuir à son tour, abandonnant ses armes.
Fort de cet avantage, le marquis se porte rapidement vers Ingelmunster où se trouvait le gros du corps de La Noue, et là, sans avoir égard au nombre, attaque et force l'ennemi dans ses retranchements. Les Français et les Écossais, troublés, peuvent à peine soutenir le choc ; cinq cents hommes du régiment de Bours, arrivés de Roubaix, viennent décider la victoire et achever le carnage. Mais, tandis qu'on se bat avec acharnement autour du château, La Noue, ayant rallié sa troupe, revient, fond sur les assaillants et les met entre deux feux. Cet incident menaçait de changer complètement la face des choses, mais la valeur du marquis sut parer à ce nouveau danger. Battu cette fois encore, La Noue est fait prisonnier avec la plupart des siens (10 mai 1580).
La nouvelle de la capture du meilleur général des confédérés se répandit dans toutes les provinces avec la rapidité de l'éclair et y porta la tristesse et le découragement. Le premier soin du marquis, après ce brillant fait d'armes, fut d'envoyer son prisonnier au prince de Parme, qui se trouvait alors à Mons, et qui le fit conduire sous bonne escorte au château de Limbourg. La Noue ne recouvra la liberté qu'après cinq ans de captivité, et lorsque les provinces soulevées furent retombées au pouvoir de l'Espagne. Il fut alors échangé contre le comte d'Egmont et une rançon de cent mille écus d'or que le roi de Navarre, depuis Henri IV de France, se chargea de payer.
Le roi manda au duc de Parme de féliciter en son nom le marquis de Roubaix de sa victoire, promettant de se souvenir en temps utile de son zèle et du service signalé qu'il venait de rendre à la cause d'Espagne. En effet, quelques années plus tard, le roi, « pour honorer et récompenser le marquis, lui fit don général, sans en rien excepter, de tous les biens, fiefs, terres et seigneuries qui avaient appartenu à Pierre de Melun, son frère, cy-devant prince d'Épinoy, qui les avaient fourfaict au moyen de ses félonies, port d'armes, rébellion et crime de Lèze-Majesté. »
Après cette expédition, le marquis de Roubaix voulut surprendre Gand, où était arrivé le prince de Condé (Henri Ier de Bourbon) ; mais une pluie abondante qui survint retarda la marche de l'infanterie et fit échouer l'entreprise. Le duc de Parme, plus heureux, avait reconquis Maestricht.
Dans le même temps on apprit que, séduit par les artifices du prince d'Orange, le sieur Guillaume de Hornes, baron de « Hesse » (ou « Heze »), avait formé le projet de trahir le parti du roi, au moyen de son régiment et de celui du comte d'Egmont qu'il commandait alors, et de remettre Armentières au pouvoir du duc d'Alençon, tandis que Créqui[Lequel ?] livrerait Aire, et que d'Inchy, gouverneur de la citadelle de Cambrai, ouvrirait les portes de la ville. On découvrit même qu'il avait dessein de mettre à profit une revue de ces deux régiments, à laquelle assisterait le duc de Parme, pour engager quelques soldats à tirer à balle sur le prince, pendant que les autres feraient des décharges à poudre pour le saluer. Le duc, averti de tout, voulait attendre des preuves irrécusables de cette trahison ; mais le marquis de Roubaix, ayant pris occasion d'aller voir sa mère dans un château près de Condé, engagea le baron de Hesse à l'accompagner, pour y faire une visite à des dames de condition qui devaient s'y rencontrer ; au lieu de dames, il s'y trouva un piquet de cavalerie qui s'empara du baron et le conduisit au Quesnoy, où il fut jugé et exécuté (1580).
Battu le 23 juin 1580 devant Menin, le marquis de Roubaix assiste à la prise de Bouchain (4 septembre) et signe la capitulation donnée à la garnison de cette place. Chargé ensuite par le duc de Parme d'aller bloquer Cambrai et de réduire cette ville par famine, il s'établit dans Marcoing avec le régiment du comte d'Egmont et sept compagnies de cavalerie légère, d'arquebusiers et de gens d'armes, s'y fortifie et de là fait des courses dans le pays, harcelant les troupes qui venaient au secours de la ville ; mais le seigneur d'Inchy, qui y commandait, se donna au duc d'Alençon qui vint avec des forces suffisantes pour faire, retirer le marquis (1581).
Durant le blocus de Cambrai, il arriva un jour la nouvelle que le seigneur de Chamois, mestre de camp de l'armée française, approchait avec beaucoup de cavaliers et une armée qui venait de la part de son roi pour donner secours à la ville. Ce qu'ayant entendu, le marquis de Roubaix, sans perdre de temps, rassembla ses troupes et s'achemina vers Prémont, où Chamois était logé.
Arrivé à Serain, village éloigné d'un quart de lieue de l'ennemi, il mit pied à terre, prit quelque réfection dans le château ; puis, ayant revêtu ses armes, il se mit à la tête de son armée et marcha vers Prémont avec une telle résolution qu'en l'espace d'une heure il rompit et défit entièrement l'armée ennemie. « Et ne peut-on doubter que tout fut tué et prisonnier, à cause que ledit marquis avait commandé à sa cavalerie de prendre le costé de la France pour y couper les fuyarts et les passer au fil de l'espée, de manière que rien ne s'est sauvé. Le seigneur de Chamois fut mené prisonnier au fort de Marcoing. »
Le vicomte de Turenne s'était vanté bien haut qu'il « passerait sur le ventre de tout ce qu'il trouverait de gens de guerre, et qu'il entrerait le premier dans Cambrai » ; ce que toute l'armée croyait facilement, vu la grande réputation du vicomte et des cent vingt gentilshommes qui devaient tenter l'aventure avec lui. La suite prouva que Sully avait eu raison de dire qu'ils n'enfleraient guère les chroniques de leurs faits et gestes, car, sans autre rencontre que de 80 à 100 hommes d'armes de la compagnie du marquis de Roubaix, et presque sans combat, ils furent mis en fuite, laissant plusieurs des leurs tués sur place et dix ou douze prisonniers entre lesquels se trouva le vicomte de Turenne (1581).
Il arriva aussi que, dans une escarmouche, le célèbre Sully lui-même faillit être pris, et comme, après l'action, il renvoyait sans rançon quelques prisonniers qu'il avait reconnus pour des gardes du marquis de Roubaix, celui-ci répondit que ces civilités étaient belles et bonnes, mais que si Sully était pris il pouvait s'attendre à payer chèrement sa rançon. Sur ce chapitre, le marquis n'était guère de bonne composition, car trois ans après il exigeait encore du vicomte de Turenne une rançon considérable. Il fallut les pressantes recommandations du roi de France et celles du duc de Parme, qu'Henri III avait intéressé en faveur du prisonnier, pour qu'il consentît à n'exiger que 150 mille florins ; encore y mit-il pour condition qu'un de ses capitaines, prisonnier du vicomte, serait élargi, avec son fils, en payant trois années de ses revenus.
Forcé, faute de troupes, de s'éloigner de Cambrai, le duc de Parme sentit tout le danger de l'abandon où le laissait le renvoi des régiments espagnols, d'autant plus que, méditant de faire le siège de Tournai (1581), il n'était pas sans inquiétude au sujet de ses principaux capitaines, le marquis de Roubaix et Montigny, qui étaient, le premier, frère du prince d'Épinoy, gouverneur de cette ville, le second, frère de la princesse ; mais le duc, espérant que le soin de leur honneur et de leur gloire surmonterait la considération du sang et de l'alliance, n'en pressa pas moins les travaux de ce siège. Il y était d'ailleurs poussé par les Lillois et les habitants de la châtellenie que la garnison de Tournai incommodait, et qui fournirent pour cette expédition des hommes, de la poudre et de l'argent. Tournai, malgré l'héroïque défense de la princesse d'Épinoy, est contraint de se rendre (1581).
Dans l'intervalle, des partisans du duc d'Alençon s'étaient emparés de Lens, et, par leurs excursions, incommodaient la châtellenie de Lille du côté de la Haute-Deûle. Le marquis de Roubaix, chargé d'y mettre un terme, reprend cette ville où il recouvre quantité d'objets enlevés aux paysans des environs.

Le bruit qui courait alors qu'un renfort considérable de troupes françaises arriverait en Flandre pour appuyer le duc d'Alençon, vint causer de grandes inquiétudes aux provinces wallonnes et fit désirer, surtout par le peuple et le clergé, le retour des troupes espagnoles éloignées au prix de tant de sacrifices. C'était ce que duc de Parme appelait de tous ses vœux ; aussi ne négligea-t-il rien pour seconder ce mouvement de l'opinion parmi la noblesse, que la crainte d'être éloignée des charges et des bonheurs retenait seule. Dans cette circonstance encore, le duc cherche à s'assurer du marquis dé Roubaix, pour s'en faire un auxiliaire. L'ayant mandé près de lui, il lui parla en ces termes, ainsi qu'il en écrivit au cardinal de Granvelle : 

« Roubaix, lui dit-il, je ne vous parle pas aujourd'hui comme un gouverneur des Pays-Bas  un sujet du roi d'Espagne, ni comme un général d'armée à un général de cavalerie, mais comme un ami à son ami. Je vous en aurais déjà parlé si je n'eusse reconnu qu'il n'était pas encore temps de rappeler les gens de guerre étrangers ou qu'au moins leur retour ne plaisait pas à tout le monde ; mais maintenant que les esprits sont changés, je n'ai pu souffrir plus longtemps que vous fussiez le dernier dans les bonnes grâces du roi, vous que je me suis toujours efforcé d'y faire voir au premier rang. Les grandes forces que les ennemis attendent de France et d'Angleterre, vous montrent assez clairement combien le secours des étrangers nous est aujourd'hui nécessaire. Vos provinces des Wallons, qui sont exposées au danger, le reconnaissent sur toutes les autres et demandent avec ardeur qu'on fasse venir du secours de tous côtés ; de sorte que vous ne pouvez être seul d'une autre opinion sans encourir la haine de tout le monde. Le retour des Espagnols ne vous ôtera rien des charges que vous avez dans la milice, et tandis que j'aurai en Flandre le commandement des armées, vous aurez toujours la conduite de la cavalerie, avec d'autant plus de gloire que, par le retour des étrangers, vous commanderez à un plus grand nombre. Je dois envoyer un courrier en Espagne pour apprendre au roi que les Wallons ont changé de volonté ; demandez-lui par vos lettres le retour de la milice étrangère ; je joindrai les miennes aux vôtres, et le roi saura de vous avant qu'il l'apprenne des autres ce consentement des Wallons dont je n'exposerai les demandes particulières qu'après la convocation de l'assemblée des provinces. »

 Certain de conserver ses charges dans la milice, le marquis répondit aux vœux du prince, et entraîna la noblesse par la persuasion et par son exemple. Le retour des Espagnols fut dès lors arrêté par les États des provinces.
Les villes wallonnes se remirent de leur frayeur, et, comptant sur le secours de l'Espagne, elles bravèrent les efforts de la France et des États généraux. Un jeton frappé à Arras, la principale de ces villes et siège du gouvernement du marquis de Roubaix, rappelle le fait. On y voit un guerrier armé, entre deux dragons qui représentent le duc d'Alençon et le prince d'Orange, et dont il semble braver la puissance. « En espoir j'atens ». 1582; au revers, les armes de Melun, « Marcquis de Roubays ».
En attendant, pour ne pas paraître effrayé des nouveaux préparatifs des Français, le duc résolut de continuer ses opérations. Feignant de vouloir assiéger Menin, il commanda ostensiblement au marquis de Roubaix d'y conduire une partie de l'armée, mais avec ordre de faire un détour et d'aller assiéger Audenarde. Les effets répondirent aux espérances, et comme trois compagnies sortaient d'Audenarde pour se jeter en hâte dans Menin, le marquis les rencontra et les tailla en pièces. Audenarde et plusieurs autres places tombèrent, au pouvoir d'Alexandre. Le marquis de Roubaix s'empare des villes d'Hazebrouck et de Bailleul, qui sont livrées au pillage et incendiées (1582).
Cependant, l'arrivée de cinq mille Espagnols et de quatre mille Italiens que le roi ne tarde pas à envoyer au duc, permet à celui-ci de poursuivre ses succès, aidé par l'impétueuse valeur du marquis de Roubaix. Le duc d'Alençon, naguère proclamé comte de Flandre, retourne en France. Le prince d'Orange se retire dans les provinces du Nord et y meurt assassiné. Gand, Bruxelles, Malines rentrent sous l'obéissance du roi ; Anvers résiste, on en fait le siège (1584-1585).

#### Lesiège d'Anvers(juillet 1584-août 1585)
Le prince de Parme, n'ignorant pas combien ce siège était difficile, ne se propose d'abord que de bloquer la ville. Le marquis de Roubaix commence les opérations en emportant d'emblée, le 10 juillet 1584, le fort de Liefkenshoek qui défendaient la place. Il est chargé de veiller à la construction d'un pont sur l'Escaut pour fermer la rivière et couper tout secours aux assiégés, et on lui donne le commandement de plusieurs bâtiments armés pour protéger les travaux. L'entreprise paraissait à tous impossible ; les assiégés surtout s'en moquaient hautement ; mais de Roubaix, qui avait dans l'armée une autorité égale à sa brillante réputation, justifie le choix du prince. Jour et nuit en action, il porte son attention partout, et donne des preuves les plus éclatantes de ses capacités militaires et de sa bravoure. Bientôt le dépôt des provisions nécessaires à la construction du pont devient assez considérable pour faire espérer de voir cet important ouvrage promptement achevé.
Les assiégés, effrayés du progrès des Espagnols, étaient en proie aux plus vives inquiétudes. Deux forts construits sur les deux bords opposés du fleuve étaient déjà en état de défense. Le marquis de Roubaix avait armé un grand nombre de bâtiments et commençait à gêner l'approvisionnement de la ville par eau. Toutes les communications par terre étaient coupées depuis longtemps ; on ne tarda pas à y éprouver les effets de la disette. Mais le milieu du fleuve n'était, pas encore fermé et les vaisseaux ennemis parvenaient à faire passer quelques secours. En ces occasions, les deux partis se livraient de rudes combats, dans l'un desquels le marquis eut l'avantage de s'emparer de la personne de Teligny, fils de La Noue, commandant des troupes des États. Ainsi, à quatre années de distance, le marquis de Roubaix faisait prisonniers le père et le fils.
Ce fut son dernier exploit. On le trouva parmi les nombreuses victimes que fit dans l'armée espagnole la terrible explosion d'un vaisseau incendiaire lancé par les assiégés pour détruire le pont (avril 1585).
L'antiquité de la maison de Melun, de grandes richesses augmentées des biens et dignités de son frère le prince d'Épinoy, qui avait été proscrit, l'autorité que lui donnaient son gouvernement de l'Artois et sa charge de général de la cavalerie qu'il laissa plus grande et plus illustre à ses successeurs, faisaient du marquis de Roubaix, dit Strada, l'un des hommes les plus recommandables de son temps. Il fut le premier devant lequel on baissât les lances pour le saluer, honneur que la cavalerie ne rendait qu'au seul général d'armée. Enfin, il s'est trouvé peu de capitaines qui aient eu plus de courage et plus de bonheur. Aussi fut-il souvent sollicité par les confédérés, avec lesquels il avait combattu contre le roi, de rentrer dans leur parti. Toutes ces choses étaient encore rehaussées par l'amitié que lui portait Alexandre Farnèse, qui croyait lui devoir beaucoup de reconnaissance de ce que, par son influence et son exemple, il avait fait rentrer les provinces wallonnes sous l'obéissance. Son zèle lui avait fait découvrir et déjouer les embûches que l'on dressait au duc, et le respect qu'il avait pour le nom d'Alexandre allait jusqu'à l'adoration, avouant sans cesse, bien qu'il fût d'ailleurs assez altier et assez superbe, les obligations qu'il avait à ce prince.
Le duc de Parme fut inconsolable de la mort de son valeureux compagnon de gloire, qui était, comme il le disait lui-même, son bras droit. Il fit surtout éclater une véritable douleur lorsqu'on retira le corps du marquis, à peine reconnaissable, du vaisseau où il était. Il le baigna de ses larmes et lui fit donner une sépulture aussi honorable que le lieu et le temps purent le permettre.
Robert, dont la devise était : « Tout ou rien contente Melun », avait été créé chevalier de la Toison d'or ; mais il était mort avant d'en avoir reçu le collier.
Une pierre sépulcrale, trouvée le 19 novembre 1833, dans l'emplacement de l'ancien hôpital Sainte-Élisabeth, nous rappelle l'épitaphe de la princesse d'Épinoy, dame de Roubaix, mère de Robert, enterrée dans le chœur de la chapelle, à droite :

« Cy gist haute, puissante et illustre dame, dame Yolente de Werchin, princesse d'Épinoy, héritière sèneschalle du Haynault, comtesse de Néchin, dame des baronnies de Chisoin, Roubais, Herselles, Walincourt, Malincourt, le Biez, Wieres, Thyle, Chasteau, femme et espeuse de noble et puissant seigneur, monseigneur Hugues de Melun, prince d'Épinoy, baron d'Antoing et Boubers, conestable de Flandre, seigneur de Richebourg, Cunchy, Frétubert, Metz-en-Cousture, Beaumez, Hernies, Ylty, etc. Laquelle dame trespassa le XVI de may, l'an MVe nonante trois. — De profundis pour son âme. »

## Distinctions
- Chevalier de la Toison d'or (1599, brevet no 272) : il meurt avant de recevoir le collier.

## Généalogie

### Mariage
Robert de Melun avait épousé, en 1576, Anne Rolin (°vers 1535, † 21 avril 1603), dame d'Aymeries et de Raismes (descendante de Nicolas Rolin, chancelier de Philippe le Bon, duc de Bourgogne) ; veuve de Maximilien de Melun, vicomte de Gand. Celle-ci ne lui avait pas donné d'héritier.
Le cœur de cette dame, décédée en 1603, fut déposé dans l'église de Caumont. Par testament du 8 décembre 1600, légua ses meubles et ses acquêts à une nièce de son second mari (Anne-Marie de Melun ?) et attribua ses autres biens, par conséquent ses immeubles patrimoniaux à deux cousines. L'une Jeanne Rollin, fille de François, seigneur de Beauchamp, et l'autre Madeleine de chambellan, fille de Nicolas, seigneur d'Oisilly et de Suzanne Rollin de Monetay.